# Гравітаційна сингулярність
Гравітаційна сингулярність (іноді сингулярність простору-часу) — точка (або підмножина) у просторі-часі, через яку неможливо гладко продовжити геодезичну лінію, що входить до неї. У таких областях стає непридатним базове наближення більшості фізичних теорій, в яких простір-час розглядається як гладкий многовид без краю. Сингулярності не спостерігаються і є, при нинішньому рівні розвитку фізики, лише теоретичною побудовою. Вважається, що опис простору-часу поблизу сингулярності повинна давати квантова гравітація.
В рамках класичної загальної теорії відносності сингулярності обов'язково виникають при формуванні чорних дір під горизонтом подій, в такому випадку вони не можуть спостерігатися ззовні. У деяких випадках сингулярності можуть бути видимі для зовнішнього спостерігача - так звані голі сингулярності, наприклад космологічна сингулярність в теорії Великого вибуху.